# نخ بخیه نایلون

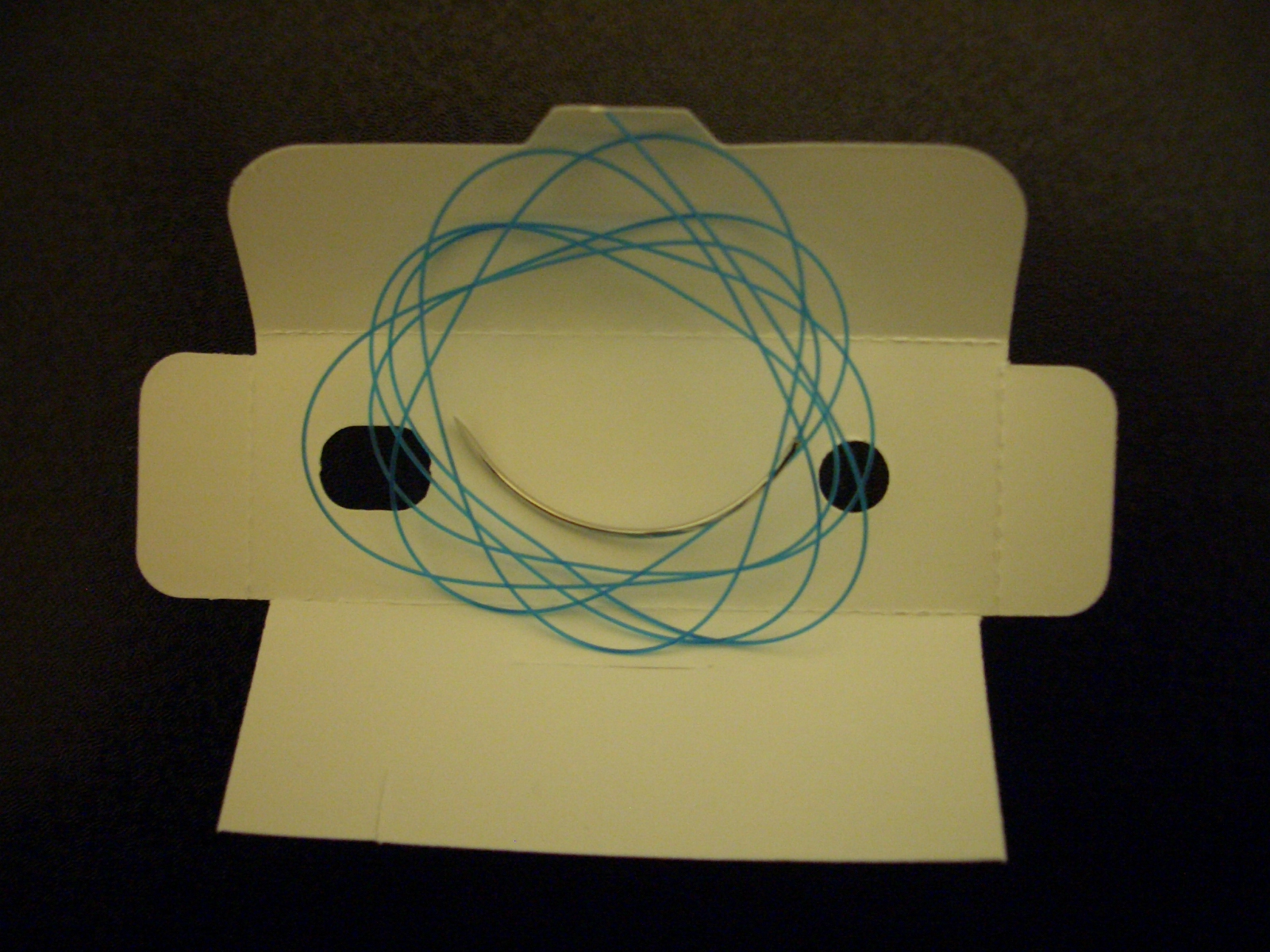
نخ بخیه نایلون

نخ بخیه نایلون جراحی (به انگلیسی: Nylon Suture) در دسته نخ‌های بخیه غیرقابل جذب مصنوعی بوده به چند شکل موجود است:
- منوفیلامانت:اتیلون و درمالون
- مولتی فیلامانت

## ویژگی
نخ‌های بخیه نایلون، استحکام زیادی داشته ولی گره این دسته از نخ‌ها، ضعیف می‌باشد و اطمینان زیادی ندارند.

## اتیلون و درمالون
حساسیت بافتی کمی داشته و در جراحی پلاستیک و ترمیم تاندون بیش‌ترین کاربرد را دارند.